# روحی از گرندبنکس
روحی از گرندبنکس (ارمنی: The Ghost from the Grand Banks) نام رمانی در گونهٔ علمی-تخیلی است که در سال ۱۹۹۰ (میلادی) به قلم آرتور سی. کلارک نگاشته شد.
این کتاب در ایران توسط نشر هرم منتشر شده است.
روحی از گرندبکس داستانی تخیلی از بالا کشیدن لاشهُ تایتانیک به سطح آب است. اما نویسنده در لا به لای داستان خوانندگان خود را با یکی از شگفت انگیزترین نظریه‌های ریاضی به نام ((نظریهُ مجموعهُ اعداد ماندلبرو)) نیز آشنا می‌کند. این کتاب در ایران در سال ۱۳۷۱ توسط نشر هرم و به ترجمهُ محمد رضا عمادی منتشر شده است.